# 托马斯·哈里奥特

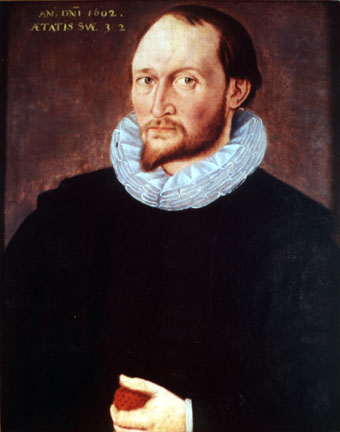
托马斯·哈里奥特

托马斯·哈里奥特（英語：Thomas Harriot，約1560年—1621年7月2日）是一位英国的天文学家，数学家，翻译家。一些资料表明他还使用其他的姓，比如或。他有时被享誉有将马铃薯引入英国和爱尔兰。最近的研究表明哈里奥特自1609年7月以来就通过望远镜观测月球，而且首次创作完成了月球表面的地形图。
哈里奥特毕业于牛津大学,1585年沃爾特·雷利爵士派他參加格林魏里的探险，他到新大陆去参加测量，並绘制出后来被称作弗吉尼亚州即北卡罗来纳的地图。之后他返回到英国，为诺森伯兰郡第9世伯爵工作，在伯爵的家中，他成为了多产的数学家和天文学家。

## 天文
现在人们普遍认为伽利略绘制了第一张月球地图.但有科学家提出托马斯·哈里奥特早于伽利略完成。

## 光学
1602年，哈里奧特發現了折射定律，比威理博·司乃耳還早了19年，可是，他並沒有發表他的結果，雖然他曾經在與约翰内斯·开普勒的通信中提到了這件事。

## 数学
作为一位数学家，哈里奥特常被认为是英国代数学学派的奠基人。
他在这个领域的巨著《使用分析学》(Artis analyticaepraxis),直到他去世十年之后才发表。此书主要讲的是方程理论，包括一次、二次、三次和四次方程的处理，具有给定根的方程的建立方法，方程的根与系数的关系，把一個方程变成其根与原方程的根有特定关系的方程的变换，以及方程的数值解。自然，這些資料中的大部分，在韦达的著作中可以找到，哈里奧特按照韦达的方法，用元音代表未知数，辅音代表常数；但是，他用小写字母比用大写字母多。他改进了韦达的乘幂的记号，用aa表示a2,用aaa表示a3等等。他还是第一次用＞(大于)和＜(小于)符号的人，但是，沒有立即被其他作者接受。